# Världsmästerskapen i skidorientering 2024
Världsmästerskapen i skidorientering 2024 arrangerades i Ramsau am Dachstein i Österrike mellan den 23 och 27 januari 2024. Det var den 26:e upplagan av världsmästerskapen i skidorientering.

## Program
Alla tider är lokala (UTC+1).
| Datum      | Tid   | Gren          |
| ---------- | ----- | ------------- |
| 23 januari | 11:00 | Sprint        |
| 24 januari | 12:00 | Jaktstart     |
| 26 januari | 11:30 | Medeldistans  |
| 27 januari | 13:00 | Sprintstafett |

## Medaljörer
| Gren                                           | Guld          | Guld  | Silver              | Silver | Brons                                | Brons   |
| Sprint Längd: 3 450 m Antal tävlande: 66       | Jørgen Baklid | 13.04 | Stanimir Belomazhev | 13.27  | Henrik Fredriksen Aas Niklas Ekström | 13.50   |
| Jaktstart Längd: 11 260 m Antal tävlande: 64   | Jørgen Baklid | 58.03 | Nicola Müller       | 59.59  | Niklas Ekström                       | 1:00.20 |
| Medeldistans Längd: 8 510 m Antal tävlande: 67 | Jørgen Baklid | 44.03 | Nicola Müller       | 46.04  | Teodor Mo Hjelseth                   | 46.54   |

### Damer
| Gren                                           | Guld             | Guld  | Silver            | Silver | Brons              | Brons |
| Sprint Längd: 3 130 m Antal tävlande: 40       | Magdalena Olsson | 13.24 | Elin Schagerström | 14.07  | Tove Alexandersson | 14.11 |
| Jaktstart Längd: 9 090 m Antal tävlande: 38    | Magdalena Olsson | 52.14 | Linda Lindkvist   | 53.59  | Frida Sandberg     | 54.17 |
| Medeldistans Längd: 7 160 m Antal tävlande: 39 | Anna Ulvensøen   | 45.14 | Magdalena Olsson  | 46.01  | Linda Lindkvist    | 46.05 |

### Mixat
| Gren                        | Guld                               | Guld  | Silver                                 | Silver | Brons                                  | Brons |
| Sprintstafett Antal lag: 21 | Norge Jørgen Baklid Anna Ulvensøen | 43.10 | Sverige Jonatan Ståhl Magdalena Olsson | 44.03  | Schweiz Nicola Müller Eliane Deininger | 44.08 |

## Medaljtabell
*   Värdland ( Österrike)
| Nr                  | Nation              | Guld | Silver | Brons | Totalt |
| ------------------- | ------------------- | ---- | ------ | ----- | ------ |
| 1                   | Norge               | 5    | 0      | 2     | 7      |
| 2                   | Sverige             | 2    | 4      | 3     | 9      |
| 3                   | Schweiz             | 0    | 2      | 1     | 3      |
| 4                   | Bulgarien           | 0    | 1      | 0     | 1      |
| 5                   | Finland             | 0    | 0      | 2     | 2      |
| Totalt (5 nationer) | Totalt (5 nationer) | 7    | 7      | 8     | 22     |